# Absteckung
Die Absteckung ist die Übertragung und Kennzeichnung von vorher planerisch bestimmten Abmessungen und geometrischen Punkten auf ein Gelände oder Grundstück.
Vor der Erstellung eines Bauwerks berechnet und misst derjenige, der das Abstecken vornimmt (je nach baurechtlichen Anforderungen ein Vermessungsingenieur, oft auch der Bauleiter oder ein beteiligter Bauhandwerker) die exakte Lage (teilweise auch Höhe) der künftigen Eckpunkte. Diese Stellen werden mit Farbe, Messmarke, Nagel oder Pflock  markiert. Bezogen auf diese Eckpunkte wird häufig ein so genanntes Schnurgerüst errichtet, das der Markierung der späteren Bauwerkskanten dient.
Auch in anderen baulichen Gewerken, wie z. B. im Verkehrswegebau oder bei Ver- bzw. Entsorgungsanlagen (Gas, Wasser, Strom, Telekommunikation, Abwasser) kommt die Absteckung zur Anwendung. In diesem Fall werden wesentliche Punkte, wie etwa der Verlauf der Hauptachse, Nebenachsen, Leitungsverläufe oder an der Oberfläche nicht sichtbare Leitungselemente (z. B. Muffen), auf dem Gelände abgesteckt.

## Absteckverfahren
Übliche Absteckverfahren sind:
- orthogonales Abstecken

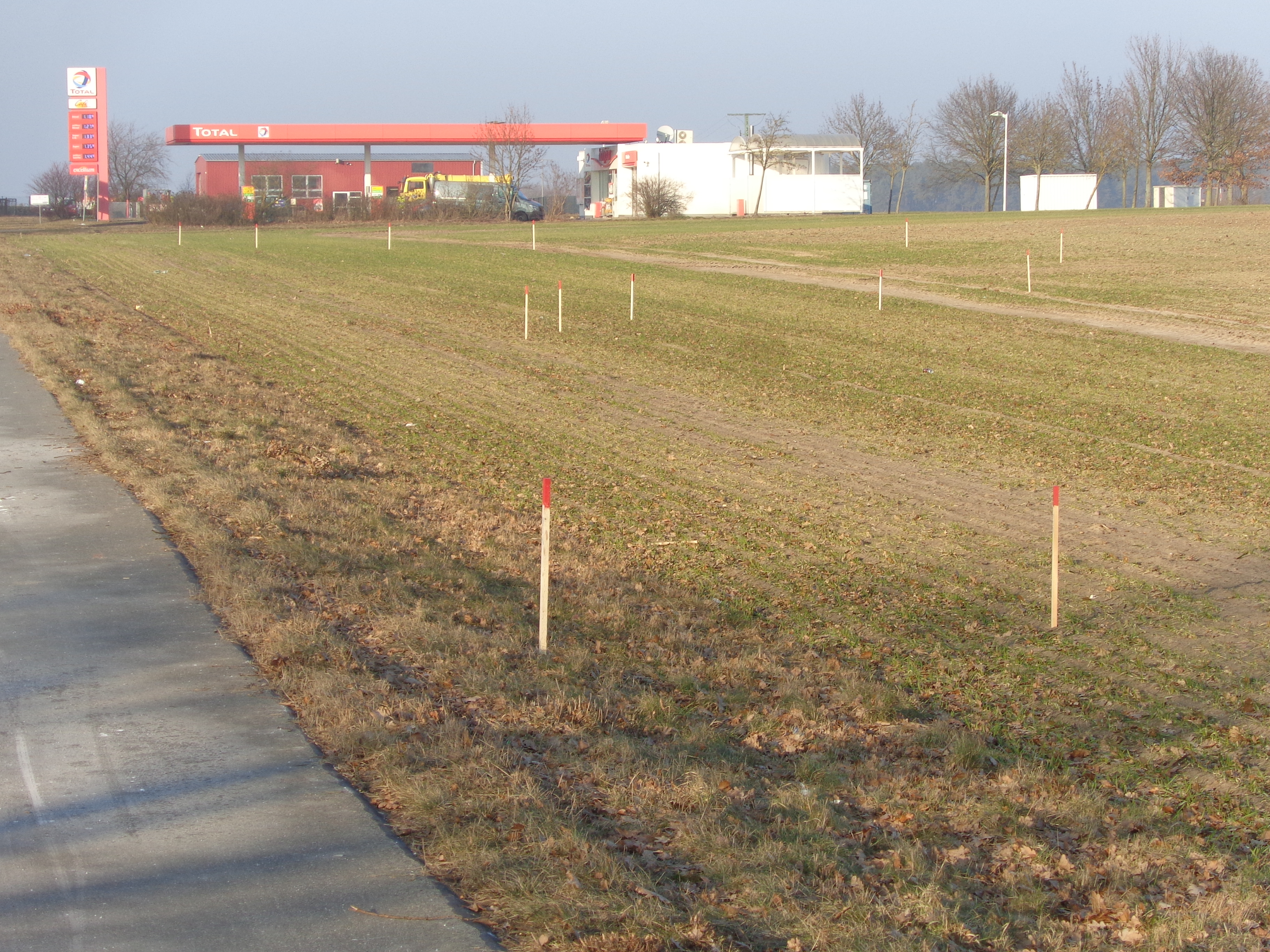
Absteckung an der B 103

- polares Abstecken (mit einem Tachymeter unter Verwendung von Polarkoordinaten)
- Alignment (Geodäsie)
- DGPS (differentielles GPS).